# 汝南袁氏
汝南袁氏（じょなんえんし）は、後漢時代の中国で活動した豪族で、士大夫の名門。本籍は汝南郡汝陽県（現在の河南省周口市商水県）。
三国志の群雄、袁紹と袁術が出たことから歴史上きわめて有名である。漢代から唐代にかけての名門貴族である陳郡陽夏県（現在の河南省周口市太康県）の陳郡袁氏とは系譜の上で同族と称し、陳の公族轅濤塗の後裔とされる。

## 概要
汝南袁氏繁栄の礎を築いた袁安は後漢前期の人物で、汝南郡汝陽県の出身。その祖父の袁良は孟子（孟喜）の易を学んだ儒者で、前漢末期の平帝のとき太子舎人となり、光武帝が後漢を興すと成武県令にまで昇ったといい、もともと地方名士の家系であった。袁安も若くから家学の孟子易を修めた儒者で、後漢の第2代明帝のとき孝廉に推挙され県令を歴任したのち、楚郡太守を経て河南尹（首都洛陽の行政長官）に進み、厳明かつ寛大な徳治政治を行った。明帝を継いだ章帝のとき、朝廷の最高位である三公のひとつ司空にのぼり、ついで司徒に転じた。章帝の死後、幼い和帝が帝位につくと、袁安は清流派官僚の指導者として朝廷で専権を握った外戚の竇氏に表立って反抗した。袁安の死後100年以上にわたって続いた汝南袁氏の清流名門貴族としての地位は、袁安一代の清廉な振る舞い、儒学を治めた清流派官僚の代表者としての名声に由来している。

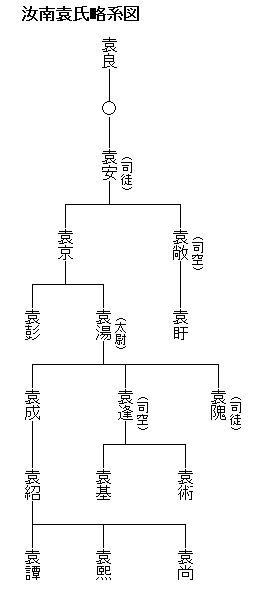

袁安の子の中で出世して歴史に名を残したのは袁京・袁敞の兄弟で、彼らも父から家学の易を伝授されて儒者としての教育を受けていた。兄の袁京は侍中から蜀郡太守にのぼり、その子から光禄勲を務め清行で知られた袁彭と、三公の司徒、太尉を歴任した袁湯が出た。弟の袁敞は東郡太守から太僕、光禄勲を経て三公の司空にのぼったが、息子の不祥事に連座して罷免され、これに恥じて自殺した。袁敞の子袁盱は光禄勲にのぼり、順帝の外戚で順帝の死後に幼い皇帝を立てて専権を握った梁冀を桓帝がクーデターを起こして殺害するときに功があった。
汝南袁氏の中で後漢末に活躍したのは、袁安の孫の世代の中で最も位の高い三公にのぼり、安国亭侯に封ぜられて食邑500戸を与えられるまでに至った袁湯の家系である。左中郎将であった長男の袁成は梁冀からも一目置かれたほどであったが早くに死に、袁湯は梁冀の専権時代の中途に三公を罷免されたので、汝南袁氏は一時衰えをみせたが、兄にかわって家を継いだ次男の袁逢の時代に汝南袁氏の権勢は絶頂の時代を迎えた。袁逢は名門の跡取として朝廷で重んぜられ、霊帝のとき太僕から三公の司空にのぼった。また、袁逢の弟の袁隗も若くから顕官を歴任して兄よりも早く三公の司徒にのぼり、献帝が即位した直後には朝廷最高位の名誉職である太傅にまで達した。しかし儒学を修め、清廉高潔な官僚を輩出していた袁氏の気風も、家の栄達にともなって衰えていたようであり、そもそも袁逢・袁隗の兄弟が位人臣を極めたのは、霊帝の時代に権勢を振るった宦官の中常侍に袁氏と同姓のものがおり、中常侍が清流派の名門家である袁家を味方につけようとしたからだと『後漢書』は伝えている。
袁逢の死後、家を継いだ袁逢の長男袁基は太僕にのぼっていたが、黄巾の乱鎮定後の混乱の中で地方軍閥として勢力を蓄えた袁氏傍流の袁紹と袁術が、献帝の朝廷で専権を握った董卓に反抗して挙兵し、反董卓連合の盟主となると、これに怒った董卓によって太僕で宗家の袁基、その叔父で太傅の袁隗をはじめとする洛陽にいた汝南袁氏の一族二十数名はことごとく殺害され、中央貴族としての袁氏は一朝に滅亡してしまった。
後漢末の動乱において地方軍閥を形成した汝南袁氏の2人のうち、袁術は袁逢の子で、袁基の弟にあたる。袁術は名門貴族の子であることから若くして孝廉に推挙され、河南尹から虎賁中郎将となり、董卓が洛陽に入るとこれを怖れて汝南に近い南陽に逃亡した。逃亡先で、孫堅が殺害した南陽太守張咨の後に入って南陽太守に就任、汝南袁氏の本来の地盤である河南の南部に勢力を築いた。董卓の死後、197年に皇帝に即位し仲王朝を建国したが、ちょうど江淮で大飢饉が起こり、寿命も尽きて病没する。袁術の妻子は孫堅の子孫策に保護され、嫡子の袁燿は孫権のもとで郎中になった。袁燿の娘は孫奮に嫁いでいる。また、袁術の娘は孫権に嫁ぎ、皇帝の妃になっている。ほかにも、袁術の妹は後漢の名門、弘農楊氏の楊彪に嫁入りし楊修を生むが、楊修は曹操に処刑された。
一方の袁紹は、袁成の子で父の早世によって叔父の袁逢に養われたとも、袁逢の子であったが庶子だったので早世した伯父の袁成の家を継がされたとも言われる。前の説によれば袁術の従兄弟、後の説によれば袁術の兄にあたる。父袁成は中常侍と結ぶことなく死んだため、清流派名門の本流として名望が高く、若くして官途につき、諸官を歴任したあと司隷校尉にのぼった。董卓が少帝弁を廃して献帝を立てようとすると、董卓のもとを離れて冀州（河北）に逃れ、さらに名門の末であることから逃亡の罪を免ぜられ、勃海太守に任ぜられた。190年には曹操と結んで反董卓の兵を起こし、その盟主となる。翌191年に反董卓連合が董卓の長安遷都によって瓦解すると河北に戻り、冀州の牧となったのを振り出しに、数年の間に幽州、并州、青州を制圧し、現在の山東省から山西省にまでわたる河北四州を支配する大勢力を築き上げた。
しかし、200年の官渡の戦いにおいて、同じく数年の間に河南に勢力を確立した曹操と戦って敗れて勢力拡大を挫かれ、まもなく202年に没した。既に袁紹の生前から配下の諸将の間で勢力争いがあって、河北の袁氏政権の基盤に揺らぎがみられたが、袁紹の死後三男の袁尚が諸将によって立てられたので、袁尚と一度は上記の伯父袁基の養子となった長男の袁譚の対立も決定的となった。結局、袁譚が袁尚から自立して北に逃れ、曹操と結んだので、袁尚は曹操と袁譚の両面と争うこととなって疲弊し、幽州（河北省北部）を領する兄の袁煕（袁紹の次男）のもとに逃れた。これにより袁譚は袁尚の勢力を吸収したが、今度は曹操と争い、205年に曹操によって滅ぼされた。一方、曹操の追撃により烏桓のもとを経て、遼西から遼東（現在の遼寧省）に逃れた袁煕と袁尚は、207年に遼東太守の公孫康に殺害された。
袁術と袁紹の子孫の没落により、汝南袁氏は一旦歴史の表舞台から姿を消すが、『新唐書』宰相世系表によれば、袁煕の子孫である袁恕己が中宗の宰相として記録されているなど、傍系を含め多くの人物が後代でも続いている。